# 머나먼 시공 속에서 2 백룡의 무녀

《머나먼 시공 속에서 2 백룡의 무녀》(일본어: 遙かなる時空の中で2-白き龍の神子-)는 코에이에서 2003년 3월 26일 상권, 2004년 1월 28일에 중권, 2005년 2월 2일에 하권을 발매한 오리지널 비디오 애니메이션이다. 전권 셋트가 하권과 같은날에, DVD BOX가 2006년 1월 25일, 염가판이 2006년 12월 20일에 발매되었다.
여성향 연애 시뮬레이션 게임인 《머나먼 시공 속에서 2》를 기초로 제작된 애니메이션이다.
한국에선 애니박스에서 2006년 9월에 방영되었다.
《머나먼 시공 속에서 시리즈》의 첫 애니메이션 작품이기도 하다.
한국에선 애니박스에서 2006년 9월에 방영되었다.

## 줄거리

### 상권
갑자기 이세계(異世界) 쿄로 소환된 여고생 카린. 아는 사람도 없고 어떤 세계인지도 모르는 곳에 오게 된 그녀에게 점점 재앙이 닥쳐 결국에는 고독과 피곤으로 인해 쓰러지게 된다.

### 중권
자신이 용신의 무녀인 것을 알게 되었지만, 용신의 무녀를 지켜야 할 팔엽들은 좀처럼 팔엽으로서 도와주지 않는다. 거기다 친절하게 대하려던 것이 되려 소동으로 번지고...

### 하권
무사단의 수장에게 카린을 암살하라는 명령을 받은 요리타다는 명령대로 카린을 죽이려고 한다.

## 등장인물
머나먼 시공 속에서 2#등장인물 참고
- 타카쿠라 카린(CV.카와카미 토모코, 채의진) - 용신의 무녀
- 미나모토노 요리타다(CV.미키 신이치로, 유동균) - 하늘의 청룡
- 타이라노 카츠자네(CV.세키 토모카즈, 전광주) - 땅의 청룡
- 이사토 (CV.타카하시 나오즈미, 유호한) - 하늘의 주작
- 아키후미(CV.미야타 코우키, 유동균) - 땅의 주작
- 후지와라노 유키타카(CV.나카하라 시게루, 엄상현) - 하늘의 백호
- 히스이(CV.이노우에 카즈히코, 유호한) - 땅의 백호
- 미나모토노 모토미 (CV.호시 소이치로, 정재헌) - 하늘의 현무
- 아베노 야스츠구 (CV.이시다 아키라, 변현우) - 땅의 현무
- 후지와라노 유카리·미소노(CV.오타니 이쿠에, 박신희(유카리), 하미경(미소노))
- 타이라노 치토세 (CV.쿠와시마 호코, 하미경)
- 미나모토노 토키토모 (CV.이시이 코지, 변현우)
- 카즈히토 (CV.아사카와 유우, 홍진욱)
- 아크람 (CV.오키아유 료타로, 홍진욱)
- 시린(CV.카와무라 마리아, 한수림)
- 용신 (CV.이시즈카 엔쇼, 엄상현)

## 스탭
- 기획·제작: 코에이
- 감독: 미야자키 나기사 (상) 츠나키 아키 (중, 하)
- 캐릭터 디자인: 미즈노 토코
- 애니메이션 캐릭터 디자인: 하야시 아케미
- 각본: 오카자키 준코
- 음향감독: 혼다 야스노리
- 애니메이션 제작: 유메타 컴퍼니

## 주제가
- 오프닝 〈상승기류〉 DASEIN
- 엔딩 〈수라（HYPER BEAT MIX)〉DASEIN

## 같이 보기
- 머나먼 시공 속에서 2
- 네오 로망스 시리즈
- 머나먼 시공 속에서 시리즈